# أوسكار فون هاتيير
أوسكار فون هاتيير (بالألمانية:  Oskar von Hutier) كان جنرالًا في الجيش الألماني خلال الحرب العالمية الأولى. خدم في العسكرية من عام 1875 إلى 1919 من ضمنها الخدمة في الحرب العالمية الأولى.